# Maurice Gouiran
 (février 2009).
Si vous disposez d'ouvrages ou d'articles de référence ou si vous connaissez des sites web de qualité traitant du thème abordé ici, merci de compléter l'article en donnant les références utiles à sa vérifiabilité et en les liant à la section « Notes et références ».
Pour les articles homonymes, voir Gouiran.
Maurice Gouiran est un écrivain français né le 21 mars 1946 au Rove (Bouches-du-Rhône), près de Marseille, dans une famille de bergers et de félibres.
Il passe son enfance dans les collines de l'Estaque, avant d'effectuer ses études au lycée Saint-Charles et au lycée Nord de Marseille, puis à la Faculté, où il obtient un doctorat en mathématiques. Sa thèse, "Ondes de souffle avec relaxation de vibration", soutenue en novembre 1970, a été exploitée dans le domaine de la propulsion et de l'exploration spatiale.
Spécialiste de l'informatique appliquée aux risques et à la gestion des feux de forêts, il a été consultant pour la Communauté européenne et pour la FAO-’ONU. Il a enseigné également à l’université.
Depuis l'année 2000, il a écrit de nombreux polars, dont plusieurs ont été primés. Dans son numéro spécial d'avril 2016, le magazine Marianne le classe parmi les 30 auteurs français qui comptent. En 2018, l'association culturelle provençale lui décerne le Grand Prix Littéraire de Provence 2018. À la rentrée 2020, il est l'un des 5 auteurs  de romans policiers francophones au programme de l'université George-Washington (avec Georges Simenon, Léo Malet, Didier Daeninckx, Fred Vargas).

## Un spécialiste mondial de la connaissance des incendies de forêts
Dans les années 1970, Maurice Gouiran conçoit et met en place la première base de données sur les incendies de forêts, Prométhée, qui lui permet de recueillir trois cents données pour chaque feu éclos dans la zone méditerranéenne française (quinze départements des régions Provence-Alpes-Côte d'Azur, Corse, Languedoc-Roussillon et Rhône-Alpes). Plusieurs centaines de personnes collaborent à cette opération et c’est la première fois qu’on retrouve autant de métiers différents (pompiers, forestiers, météorologistes, gendarmes…) dans un tel projet.
Maurice Gouiran publie, de 1975 à 1990, une trentaine d’études statistiques qui sont à la base de l’évolution des politiques de prévision, de prévention et de lutte contre les incendies de forêts.
L'Opération Prométhée devient la première base de données télématique au monde sur ce thème en 1992 grâce au minitel, et la première base mondiale sur Internet en 1997.
Spécialiste mondial de la création et de l’exploitation des bases de données statistiques sur les incendies, Maurice Gouiran a été appelé comme consultant par la commission des Communautés européennes et par l’Organisation des Nations unies (FAO), afin de permettre à de nombreux pays de se doter de systèmes d’information sur leurs incendies de forêts.

## Un auteur original et engagé
Habitant Le Rove, petit village aux portes de Marseille, ses collines arides et la grande métropole méditerranéenne sont au centre de tous ses polars.

Ses romans écrits dans un style caustique et dans un esprit libertaire dévoilent des épisodes déformés ou tabous de l'histoire, qui dépassent la seule ville de Marseille. Ainsi, Gouiran aborde résolument des thèmes fort différents, des événements effacés ou déformés par « l'Histoire officielle » mais à la réalité avérée. 
« Le mérite de Maurice Gouiran est de savoir faire s’engouffrer sous une intrigue policière le grand vent de l’Histoire. Et particulièrement le vent mauvais... (Jean Contrucci – la Provence) »
Maurice Gouiran va ainsi, à travers ses intrigues, à la découverte des spoliations sous l'Italie mussolinienne, de la collusion de certains Britanniques de haut rang avec les nazis, du génocide des Arméniens, de la colonisation, des zoos humains, de la rente nucléaire en Polynésie, de l'engagement des jeunes Français dans la SS, de l'Espagne franquiste, de l'éclosion et du rôle de la mafia marseillaise à l'époque de la French connection, des ratonnades dans le Marseille de 1973, des formations paramilitaires serbes en Bosnie, des non-dits de mai 68, des drames de l'accouchement sous X, de l'épuration (juillet 1944-janvier 1945), des fondamentalistes et des créationnistes américains, de la pauvreté et de notre regard sur les pauvres, des phobies des épidémies, des magouilles immobilières, de la prise de pouvoir des colonels grecs, de l'aide apportée par les militaires français aux généraux argentins, des expérimentations en matière de manipulation mentale menées aux États-Unis de 1945 à 1960, du trafic des œuvres d'art en Syrie et en Irak, des mutineries de 1917, de la révolution russe, du sort réservé aux harkis, de la bleuite, du complotisme, de la dérive de certaines congrégations religieuses, de l'embrigadement de la jeunesse, de l'Ukraine…
Il apporte ainsi un sang et un souffle nouveaux dans le monde du polar made in Marseille, en se faisant un devoir de mettre en lumière les problèmes actuels de cette ville et de dénoncer la destruction programmée de l'environnement naturel.

### Ses thèmes et son style
- Si vous ne connaissez pas le sujet, laissez ce bandeau (vous pouvez alors contacter les auteurs).
- Si vous supprimez le contenu mis en cause (vous pouvez préalablement contacter les auteurs),

argumentez précisément cette suppression dans la page de discussion
(un manque de référence n'est pas un argument ; une recherche réelle de référence doit avoir été effectuée, être formellement documentée).
D'une façon générale, les thématiques de Maurice Gouiran restent influencées par l'esprit libertaire de mai 68 ainsi qu'il l'affirmait à France Culture pour le 50e anniversaire de cet événement.
Son premier polar, « La nuit des bras cassés », paru en 2000, obtient le Prix Sang d'Encre des Lycéens  en 2003. Il met en scène trois frères d’origine italienne qui trouvent un beau matin une tête humaine dans leur appartement, l’un à Marseille, le deuxième à Rome, le troisième à New York. C’est le début d’une saga familiale qui commence à Rome en 1945 quand le père, fervent partisan du Duce, s’emmêle dans un sordide trafic d’œuvres d’art. Cinquante ans plus tard, ces vieux souvenirs déchaînent une nuée d’étranges démons... On trouve déjà dans ce premier ouvrage des thèmes qui deviendront récurrents : la recherche des racines, la fraternité, le coup de projecteur sur les côtés cachés de l’histoire récente, le goût du voyage et des pays méditerranéens, la convivialité des bistrots de quartier... Sur le plan de la forme, le style à venir apparait clairement : une langue simple sans fioriture (l’héritage d’une formation scientifique ?), un humour caustique, une intrigue en forme de mosaïque qui se déroule selon des séquences dans des lieux (Marseille, Rome, New York mais aussi Boston, Moscou ou les Marquises) et dans des époques (de nos jours mais aussi en 1943 et 1946) différents… Dans ce premier opus apparait également le Beau Bar, un bistrot de l’Estaque qu’on retrouvera dans les 25 romans suivants.
« Le théorème de l’engambi » (2001) permet à Gouiran de revenir sur un des thèmes qui le passionnent, sans doute à cause de sa formation, les mathématiques (et plus précisément le grand théorème de Fermat) au cours d’une intrigue qui court Marseille à Ankara en passant par le Maroc et les États-Unis.
« Le dernier des chapacans » (2002) soulève le difficile dilemme de savoir s’il vaut mieux assouvir son amour que satisfaire sa vengeance ainsi que la recherche du père perdu. Cette histoire de plongeurs dans la rade de Marseille emmène le lecteur en Tunisie mais évoque également Khrouchtchev ou le comte de Windsor !
« L’Arménienne aux yeux d’or » (2002) apparait comme un roman majeur qui traite du génocide des Arméniens à travers deux histoires, l’une qui se déroule de nos jours entre Marseille et la Camargue, l’autre qui relate le parcours de 3 gosses en Anatolie, de Constantinople à Alexandrette, en 1915. Ce type de thématique à l’intensité dramatique forte sera au centre de « Sous les pavés, la rage » (2005), « Train bleu, train noir » et « Putains de pauvres ! » (2007), « Franco est mort jeudi » (2010), « Sur nos cadavres, ils dansent le tango » (2011), « L’Hiver des enfants volés » (2014), « Le Printemps des corbeaux » (2016) ou « Le diable n'est pas mort à Dachau » (2017).
Dans son cinquième polar, « Les Martiens de Marseille » (2003), apparaît le personnage de Clovis Narigou. Ce quinquagénaire qui a brillamment réussi sa vie professionnelle (il était journaliste d’investigation) mais a échoué lamentablement sa vie personnelle se retire dans la vieille bergerie de son grand-père, au cœur du massif sauvage et aride de la Nerthe, au lieu-dit La Varune. Clovis va devenir un héros récurrent dans 22 des 32 romans publiés chez Jigal. C'est également le premier roman dans lequel apparaissent les chèvres de la race du Rove qu'on retrouvera fréquemment par la suite et pour la sauvegarde desquelles milite l'écrivain.

## Engagement politique
En 2012, il soutient le candidat du Front de gauche à l'élection présidentielle.
Lors de son interview à France Culture du 22 mars 2018, il affirme l'importance qu'ont eu les événements de mai 1968 sur son engagement littéraire et les choix des thèmes traités dans ses polars.

## Distinctions
- Prix Sang d'Encre des lycéens 2003 pour La Nuit des bras cassés .
- Prix virtuel du polar 2006 pour Sous les pavés, la rage.
- Prix Livresse de Lire 2007 pour Train bleu, train noir.
- Prix Coup de Cœur du festival Blues et Polar 2013 pour La Mort du scorpion et Marseille, la ville où est mort Kennedy[13].
- Prix La Ruche des Mots 2017 pour Le diable n'est pas mort à Dachau.
- Grand Prix Littéraire de Provence 2018.
- Prix Inter-Rhône 2019.
- Prix des Marseillais 2020 pour Tu entreras dans le silence.
- Prix d'Honneur Dora Suarez 2021.
- Prix du polar de L'Humanité 2024 pour On n’est pas sérieux quand on a 17 ans
- Prix spécial du jury - prix de l'Evêché 2025 pour On n’est pas sérieux quand on a 17 ans[14]

### Romans
- 2000 : L'Or des collines (avec André Gouiran), éditions Tacussel
- 2000 : La Nuit des bras cassés (prix Sang d'encre des lycéens 2003)
- 2001 : Le Théorème de l'engambi
- 2002 : Le Dernier des chapacans
- 2002 : L'Arménienne aux yeux d'or
- 2003 : Les Martiens de Marseille
- 2004 : La Porte des Orients perdus
- 2004 : Les Damnés du Vieux-Port
- 2005 : Marseille, la ville où est mort Kennedy (lauréat été 2005 du prix du polar SNCF)
- 2005 : Sous les pavés, la rage (prix virtuel du polar[15] - prix RomPol - 2006)
- 2006 : Terminus Ararat
- 2007 : Train bleu, train noir (Prix Livresse de Lire)
- 2007 : Putains de pauvres ![16]
- 2008 : Les Chèvres bleues d'Arcadie
- 2008 : Les vrais durs meurent aussi[17]
- 2009 : Le Sang des siciliens
- 2009 : Qui a peur de Baby Love ?
- 2010 : Appelez-moi Dillinger
- 2010 : Franco est mort jeudi[18]
- 2011 : Sur nos cadavres, ils dansent le tango[19]
- 2012 : Et l'été finira[20]
- 2012 : La Mort du scorpion[21]
- 2013 : Mais délivrez-nous du mal[22]
- 2014 : L'Hiver des enfants volés[23]
- 2015 : Une nuit trop douce pour mourir[24]
- 2016 : Maudits soient les artistes[25]
- 2016 : Le Printemps des corbeaux[26]
- 2017 : Le diable n'est pas mort à Dachau (Prix La Ruche des Mots - Policier 2017)
- 2018 : L'Irlandais (Grand Prix Littéraire de Provence)
- 2019 : Qaraqosh
- 2020 : Tu entreras dans le silence (Prix des Marseillais 2020)
- 2021 : La Peur Bleue (Prix d'Honneur Dora Suarez 2021)
- 2022 : Et dire qu'il y a encore des cons qui croient que la terre est ronde !

Mis à part le premier, tous ces romans sont publiés aux Éditions Jigal.
- 2023 : Mauvaise Foi, M+ éditions
- 2024 : On n'est pas sérieux quand on a dix-sept ans, M+ éditions (prix du polar de l'Humanité, prix spécial du jury - prix de l'Evêché)
- 2024 : Franco est mort jeudi, Cairn
- 2025 : Échecs et Maths, Avallon & Co
- 2025 : L'Exilée, M+ éditions

### Ouvrages collectifs
- 2006 : Goliath et Kairouan (De mer, de pierre, de fer et de chair, collectif, Cheminements)
- 2013 : 12 à 10 (Les treize meilleures façons de faire faillite, collectif, Du fil à retordre)
- 2015 : L'ombre de la Santa Cruz (Franco la Muerte, collectif, éditions Arcane17)
- 2016 : Le premier soir à Barcelone (Brigadistes, collectif, éditions Caïman)
- 2016 : Un stylo pour Lolo (Mortelles primaires, collectif, éditions Arcane17)
- 2016 : On revient toujours à Marseille (25 histoires de Marseille, collectif, éditions Comité du Vieux Marseille)
- 2017 : марсель (1917 Octobre rouge, collectif, éditions Arcane17)
- 2018 : Sous les pavés, la came (50 ans après... des nouvelles de mai 68, collectif, éditions Caïman)
- 2018 : Le coup de Massu (Sous les pavés la rage, collectif, éditions Arcane17)
- 2020 : Cette agonie sera notre triomphe (Sacco et Vanzetti) (C’est l’Anarchie, collectif, éditions Caïman)
- 2020 : Diego-Suarez (Voyages Immobiles, collectif, éditions Ramsay, au profit des soignants)
- 2020 : Mon royaume pour un canal (Au bord de l’étang, collectif, éditions Arcane17)
- 2020 : Le Printemps de Marseille (Jean Cristofol) (Rouge Cent, collectif, éditions Arcane17)
- 2021 : Quand il est mort le poète (Gaston Crémieux) (Vive la Commune!, collectif, éditions Caïman)
- 2021 : Come il nonno Ilario ! (Kintsugi, collectif, éditions Caïman)
- 2022 : L'exposition Coloniale (Au-delà des colères muettes, collectif, éditions Caïman)

### Publications
- Daniel Alexandrian et Maurice Gouiran, Les causes d'incendie, levons le voile, dans Revue Forestière, numéro spécial 1990
- Maurice Gouiran, Prometel, l'apport des techniques informatiques dans la connaissance des incendies dans Revue Forestière, numéro spécial 1993
- Maurice Gouiran, Les sapeurs-pompiers et l'informatique, 20 années d'amours tumultueuses ! dans Le Sapeur Pompier, numéro 835, septembre 1992
- G. Cesti et Maurice Gouiran, Opération Prométhée: indagine sugli incendi boschivi della costa mediterranea frances dans Monti et Boschi, 1988